# ۱۵ تیشری
۱۵ تیشری - از آغاز سال در گاه‌شماری عبری ۱۵ روز گذشته و به پایان آن ۳۵۰ روز (در سال عادی) یا ۳۵۱ روز (در سال کبیسه) مانده‌است.

## رویدادها
- جشن سوکوت به مناسبت خروج بنی اسرائیل از مصر